# Opasatika
Opasatika es un municipio canadiense situado en la provincia de Ontario.

## Superficie
Opasatika tiene una superficie de 327,09 km².

## Demografía
En 2021, tenía 200 habitantes, una densidad poblacional de 0,6 hab./km², y 110 viviendas.